# Csáky József (főispán)
Kőrösszegi és adorjáni gróf Csáky József (Pozsony, 1743. szeptember 24. – Bécs, 1799. október 18.) belső titkos tanácsos, alkancellár, Szepes vármegye főispánja.

## Élete
Csáky János és Esterházy Bóra fia volt. 1770-ben kamarás lett és a magyar királyi helytartótanács tanácsosa. Mint királyi biztos működött az ország határainak Galícia felől való meghatározásánál. Néhány évig Esztergom megye administratora volt, mely hivataláról 1783-ban lemondott. 1791-ben alkancellár és belső titkos tanácsos lett; atyja halála után 1796. május 31. Szepes megye főispáni méltóságát, 1799-ben a szent István-rend nagykeresztjét nyerte.

## Munkái
- Duplex allocutio occasione suae in suppremum comitatus Scepusiensis comitem inaugurationis die 31. Mai 1796. habita. Leutschoviae.
- Sermo occasione restaurationis magistratus comitatus Scepusiensis 1. Junii 1796. habita, Uo.
- Oratio… dum Franc. comes Széchényi, Supr. comes I. comitatui Simighiensi auctoritate regia praeficeretur. Viennae, 1798. (Másokéval együtt.)